# Perizoma albulata
Perizoma albulata là một loài bướm đêm thuộc chi Perizoma trong họ Geometridae.

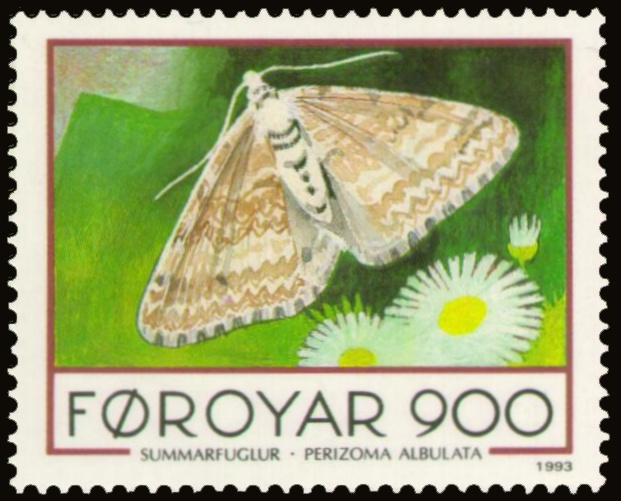
Hình ảnh trên con tem

## Hình ảnh

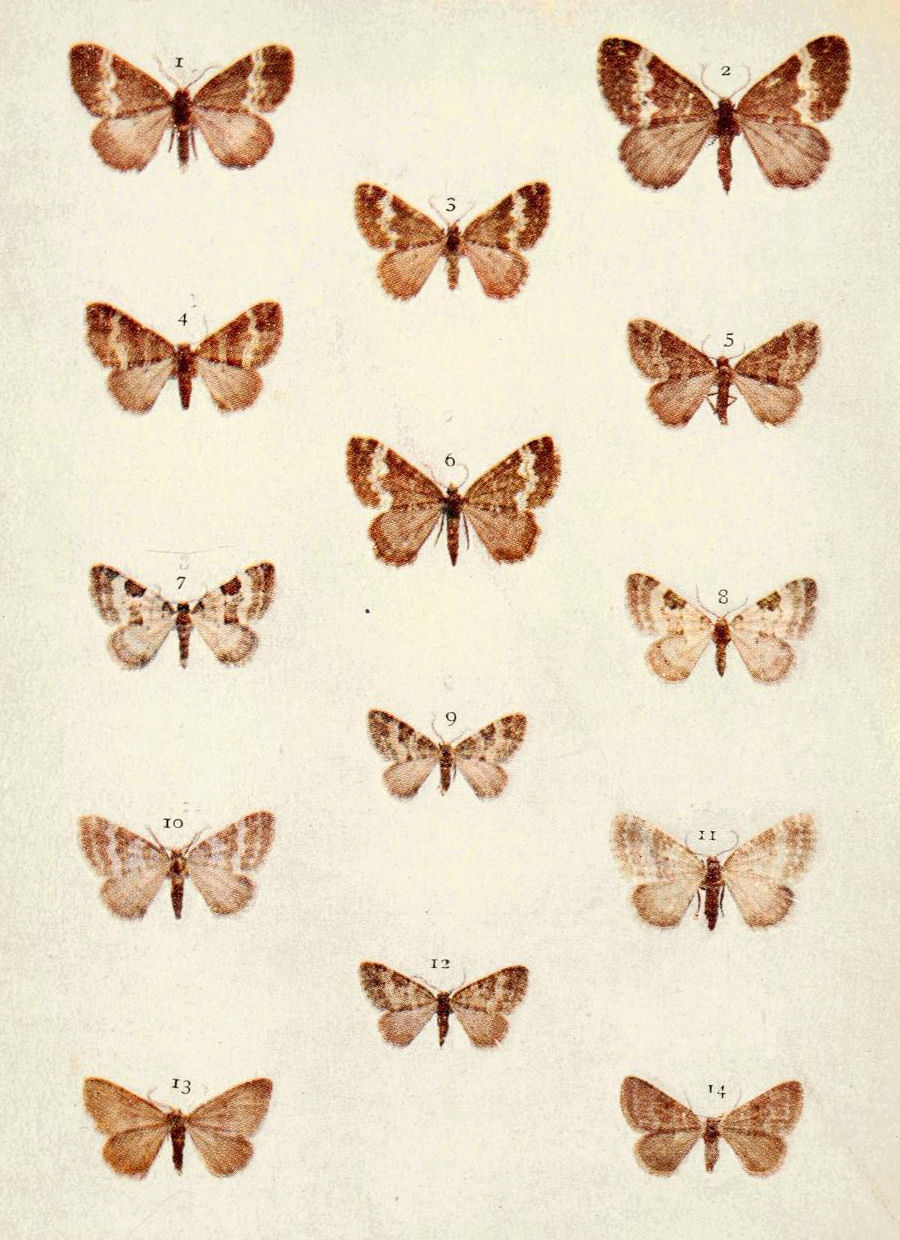
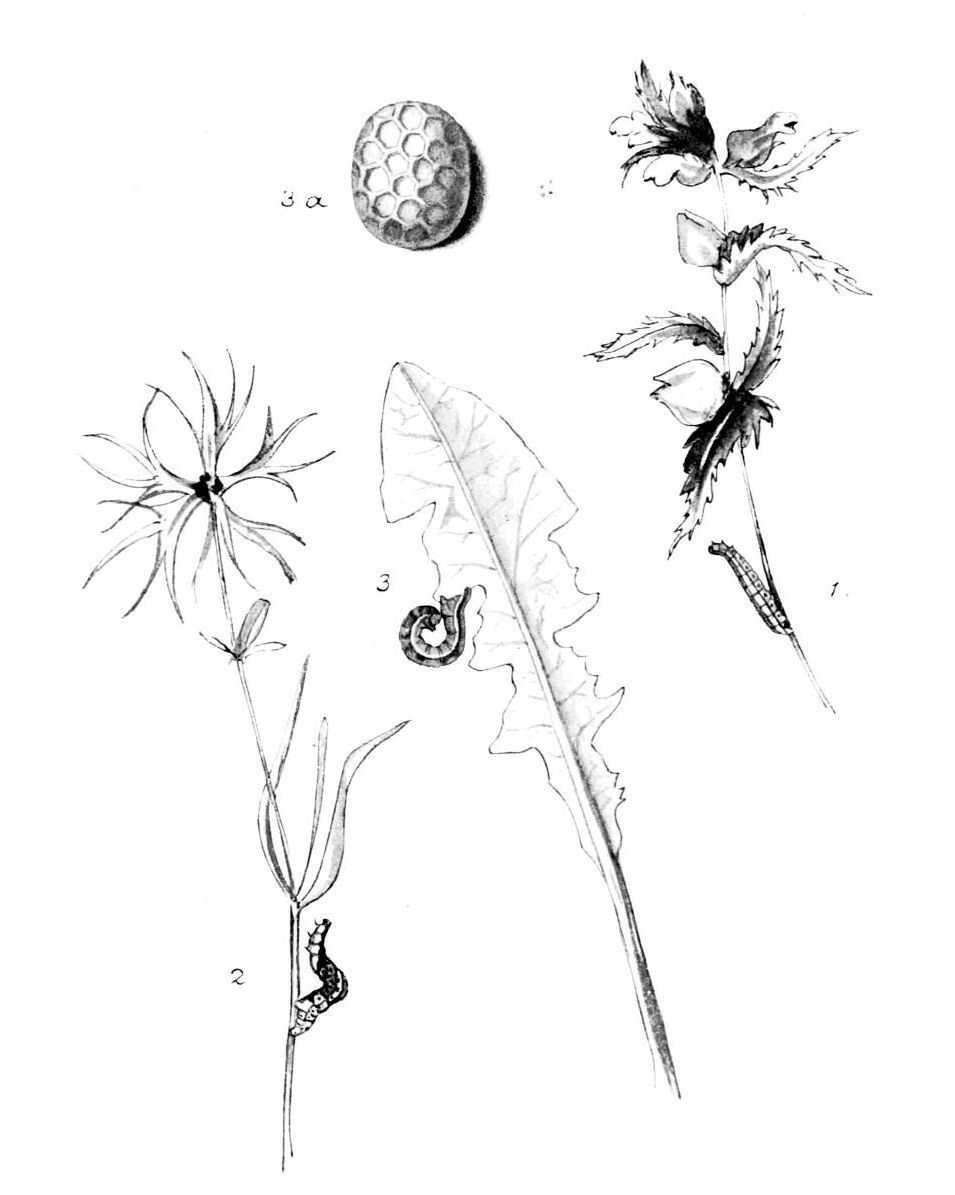